# Masacre de la mina Columbine
La masacre de la Mina de Columbine en el ya extinto pueblo minero de Serene, Colorado, tuvo lugar el 21 de noviembre de 1927. Este fatídico suceso se originó a raíz de un enfrentamiento entre la policía estatal, conocidos como los Colorado Rangers, y un grupo de mineros en huelga. Los huelguistas, desarmados, se vieron atacados por los agentes del orden con una lluvia de balas, a pesar de los intentos posteriores de la policía por negar su participación en esta matanza.

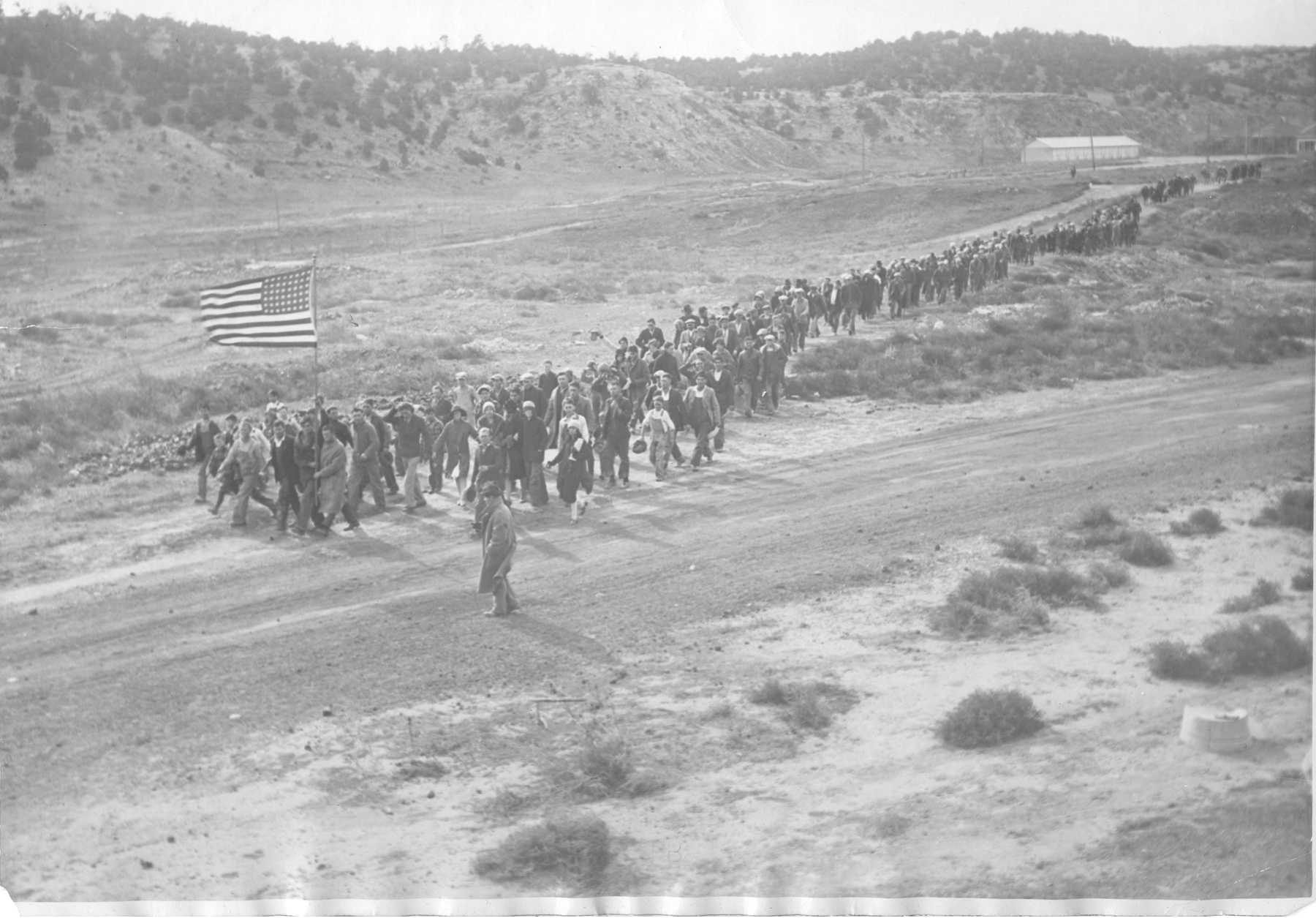
Huelguistas y familiares marchando a las minas del distrito en protesta por los trabajadores

Como resultado de este trágico episodio, seis mineros perdieron la vida, y varias decenas resultaron heridos, algunos de ellos de gravedad. El conflicto había comenzado aproximadamente cinco semanas antes, cuando los trabajadores del carbón de Colorado se enfrentaron a la Rocky Mountain Fuel Company, la dueña de la Mina de Columbine y el pueblo de Serene. Este último era un típico asentamiento estadounidense nacido en tierras anteriormente indígenas, alrededor de una actividad económica, en este caso, la minería de carbón. Serene albergaba modestas viviendas para los mineros, una iglesia, un salón de entretenimiento, una tienda, un burdel y una Oficina de Correos.
Este trágico incidente ocurrió en el contexto de las Guerras Mineras o Guerras del Carbón, una serie prolongada de conflictos armados relacionados con cuestiones laborales en la industria minera que sacudieron a Estados Unidos desde 1890 hasta 1930. Aunque la mayoría de estos enfrentamientos se registraron en el este del país debido a la explotación económica y las difíciles condiciones de vida de los mineros, en la década de 1920, la violencia alcanzó niveles alarmantes en Colorado.

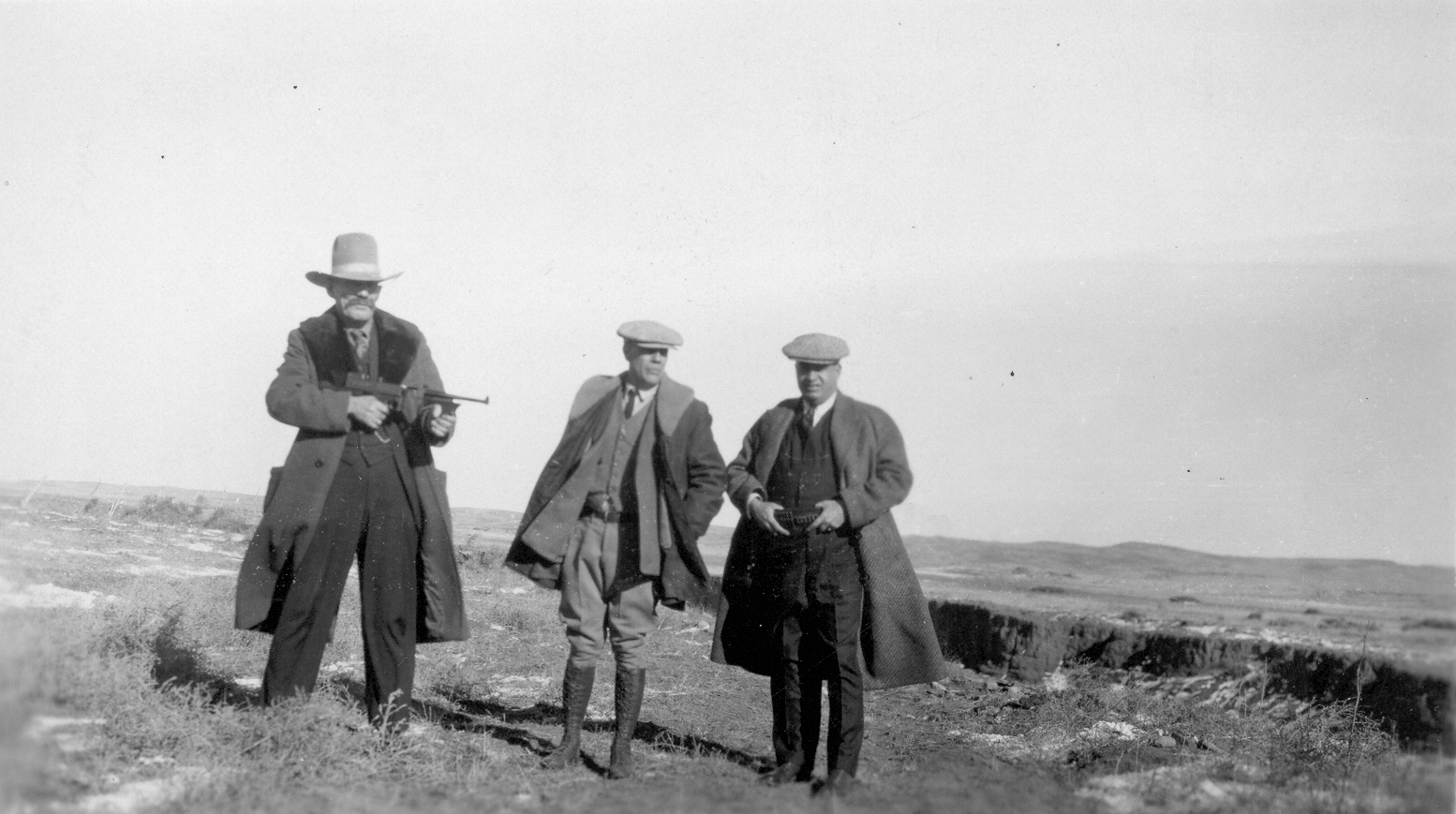
De los tres hombres que aparecen aquí (presumiblemente milicia estatal), el único identificado es el hombre muy alto, “Shorty” Martínez, que empuña una pistola Tommy.

En 1927, se declaró una huelga en la industria minera en todo el estado de Colorado, convocada por el Sindicato IWW (Trabajadores Industriales del Mundo). A pesar de que la huelga paralizó la mayoría de las operaciones mineras, la Mina de Columbine continuó funcionando. En respuesta, alrededor de 500 mineros en huelga de otras minas se dirigieron a Serene, a menudo acompañados de sus familias, y comenzaron protestas y manifestaciones diarias con el objetivo de forzar el cese de las operaciones en Columbine.

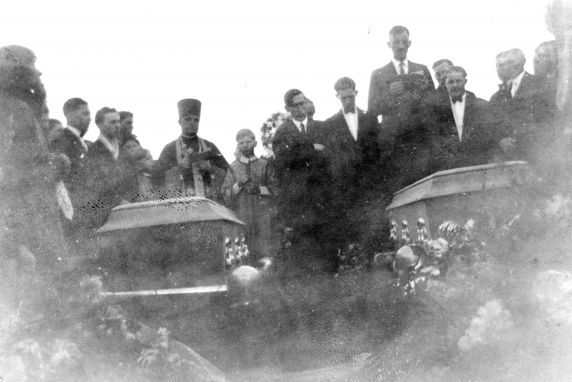
Funeral de Nick Spanudakhis (1893-1927) y minero no identificado, ambos muriendo como resultado de la masacre de la mina Columbine. Compañero de trabajo, Duke (el más alto) en primer plano.

Durante casi cinco semanas, todo transcurrió de manera serena. Josephine Roche, hija del propietario de la Rocky Mountain Fuel Company, incluso proporcionaba desayuno a los huelguistas y sus familias cada mañana. Sin embargo, al amanecer del 21 de noviembre, se ordenó a los Colorado Rangers, una especie de milicia convertida en fuerza policial estatal, que se congregaran en la ruta que los huelguistas solían tomar hacia el pueblo y bloquearan su paso. Cuando los mineros llegaron y se encontraron con los Rangers, vestidos de civiles, pero armados con porras, ametralladoras, bombas lacrimógenas, rifles y pistolas, la tensión se elevó. El jefe de los Rangers, un hombre llamado Louis Scherff, preguntó quién era el líder de los huelguistas, y la respuesta unánime fue: "¡Todos somos líderes!". Esto desencadenó una acalorada discusión que culminó con una amenaza directa de Scherff: "Si quieren entrar en Serene, adelante, pero nosotros los detendremos". Después de un breve momento, el aire se llenó de gases lacrimógenos, y los mineros intentaron romper el cerco, pero fueron repelidos a golpes. Ante la tenaz resistencia de los huelguistas, los Rangers retrocedieron algunos metros y comenzaron a disparar con sus ametralladoras y armas de fuego. El resultado fue devastador: 6 muertos, por lo menos 26 heridos y un juicio que demostró que los Rangers habían mentido al afirmar que no habían utilizado armas de fuego en el enfrentamiento.